# Pohlidium
Pohlidium là một chi thực vật có hoa trong họ Hòa thảo (Poaceae).

## Loài
Chi Pohlidium gồm các loài: